# IC 3605
IC 3605 је спирална галаксија у сазвјежђу Береникина коса која се налази на листи објеката дубоког неба у Индекс каталогу.
Деклинација објекта је + 19° 32' 28" а ректасцензија 12h 38m 20,9s. Привидна величина (магнитуда) објекта IC 3605 износи 15,6 а фотографска магнитуда 16,2. IC 3605 је још познат и под ознакама KUG 1235+198, PGC 86642.